# Trigonocera rivosa
Trigonocera rivosa är en tvåvingeart som beskrevs av Becker 1902. Trigonocera rivosa ingår i släktet Trigonocera och familjen styltflugor. Inga underarter finns listade i Catalogue of Life.